# Perspective Daily
Perspective Daily ist ein mitgliederfinanziertes, unabhängiges und werbefreies Online-Magazin, das nach den Prinzipien des konstruktiven Journalismus arbeitet.
Es erscheint von Montag bis Samstag ein einzelner Artikel, sonntags zusätzlich 5 gute Nachrichten. Diese Artikel sollen neben den Fakten auch Lösungsmöglichkeiten aufzeigen und zur Diskussion anregen. Es gibt eine Kommentarfunktion mit klaren Regeln, die für die Konstruktivität der Beiträge sorgen soll. Perspective Daily finanziert sich ausschließlich über seine Mitgliedsbeiträge. Die ersten 12.000 Jahresmitgliedschaften wurden durch eine Crowdfunding-Kampagne gewonnen, inzwischen zählt Perspective Daily nach eigenen Angaben über 14.000 Mitglieder. Der erste Artikel erschien am 21. Juni 2016. Die Hauptredaktion befindet sich seither in Münster. 2017 wurde Perspective Daily für den Grimme Online-Award nominiert.
Neben der konstruktiven Ausrichtung war es den beiden Gründern Maren Urner und Han Langeslag wichtig, wissenschaftlich fundierten Journalismus zu betreiben. Deshalb wird Wert darauf gelegt, dass die Autorinnen und Autoren neben der journalistischen Befähigung auch fachliche Expertise mitbringen.

## Geschichte
Gegründet wurde Perspective Daily von Maren Urner und Han Langeslag im Dezember 2015. Die Grundmotivation der beiden Neurowissenschaftler beschreibt Maren Urner so: „(…) [W]ir dachten über die Frage nach, woher wir alltäglich Informationen bekommen. Und wir fragten uns, warum all diejenigen, die täglich an Lösungen arbeiten, so selten auf Seite 1 zu finden sind. Wir haben uns gewundert, warum dort bevorzugt Einzelereignisse landen, die wirklich dringenden Probleme der Menschheit jedoch nicht. Das wollen wir anders machen.“
Am 26. Juni 2015 hielt Maren Urner einen TEDx-Talk „What neuroscience and journalism have to do with a better future“ und plädiert für einen lösungsorientierten Journalismus: „This journalism doesn’t stop with the explanation of problems, but it also shows the solutions, that are either already implemented or discussed“.
Nach dem erfolgreichen Abschluss der Crowdfunding-Kampagne am 28. März 2016 erstellte das interdisziplinäre Team hinter Perspective Daily innerhalb von knapp drei Monaten die Website und launchte am 21. Juni mit der Veröffentlichung des ersten Artikels.
Mitbegründer Bernhard Eickenberg verließ das Team am 24. Juli 2016.
Am 2. Dezember 2016 nahm Perspective Daily an der ersten internationalen Konferenz für Constructive Journalism in Windesheim in den Niederlanden teil.
Im Juli 2018 veröffentlichte der Sozialaktivist Ali Can über die Social-Media-Accounts von Perspective Daily erstmals seinen Video-Aufruf zu dem Hashtag MeTwo. In der Folge berichteten zahlreiche Menschen unter diesem Hashtag über ihre Erfahrungen mit Alltagsrassismus und traten so eine breite öffentliche Debatte los, die auch international aufgegriffen wurde.
Gefördert durch die Deutsche Bundesstiftung Umwelt und mit wissenschaftlicher Beratung durch das Wuppertal Institut startete Perspective Daily im Februar 2021 das Projekt „Tu, was du für richtig hältst“, das sich damit befasste, wie es gelingt, Werte und Handeln in Einklang zu bringen. Mit einem „Wert-o-Mat“ konnten Mitglieder herausfinden, wie groß ihr „Value-Action-Gap“ ist; unter anderem aus diesem Input wurden Ideen für Artikel generiert, die praktische Handlungsanweisungen lieferten, um den „Value-Action-Gap“ zu verkleinern. Eine Auswertung am Ende des Projektzeitraums zeigte, dass die Wertelücke im Durchschnitt geschrumpft war.
Im Jahr 2022 gehörte die Redaktion von Perspective Daily zu den 10 ersten europäischen Medienorganisationen, die im Rahmen des Solution Journalism Accelerators eine Förderung erhielten. In Kooperation mit „Unbias the News“ befasste sich das geförderte Rechercheprojekt „Chain Reactions“ damit, was „unser grüner Wandel“ für den Globalen Süden bedeutet. Dafür arbeiteten die Redaktionen unter anderem mit Journalistinnen und Journalisten aus Indien, Pakistan, Kenia und von den Philippinen zusammen.
Ebenfalls im Jahr 2022 startete das Online-Magazin eine Rettungsaktion, um den Fortbestand durch 2000 neue Mitglieder zu sichern.
Mitbegründerin Maren Urner verließ Perspective Daily zum 1. April 2019 und ist seitdem an der Hochschule für Medien, Kommunikation und Wirtschaft, heute Media University of Applied Sciences, als Professorin für Medienpsychologie tätig.
Seit dem Weggang von Urner arbeitet das Team von Perspective Daily ohne eine klassische Chefredaktion; Entscheidungen werden nach dem Mehrheitsprinzip, oft auch mit Hilfe eines Konsententscheids getroffen. Die Rolle der Redaktionsleitung teilen sich aktuell Katharina Wiegmann und Chris Vielhaus.
Die Mitglieder der aktuell 11-köpfigen Redaktion engagieren sich zum Teil im Netzwerk Klimajournalismus, geben Workshops zum Thema Konstruktiver Journalismus und treten regelmäßig als Speaker bei Veranstaltungen wie dem ver.di Journalistentag, dem b° future festival des Bonn Institute oder der re:publica auf. Im Juli 2023 war Perspective Daily Partner der ersten deutschsprachigen Konferenz für Konstruktiven Journalismus im taz Haus.

## Journalistisches Selbstbild
„Wir sehen konstruktiven Journalismus als Möglichkeit, um den Menschen wieder Spaß am Journalismus zu geben“, so Maren Urner, die nicht nur promovierte Neurowissenschaftlerin ist, sondern auch Erfahrungen bei der Neuen Westfälischen Zeitung vorweisen kann.

Das erklärte Ziel ist es, die Leser zum Handeln zu befähigen, indem ihnen Lösungen aufgezeigt werden.
Die Themen sollen besser „eingeordnet“ und es soll „kompletter“ berichtet werden. Erreicht werden soll das, indem die Themen im Kontext dargestellt werden. Mögliche Lösungswege sollen verglichen und es soll gefragt werden, wie die Zukunft aussehen könnte. Wichtiger als fertige Ergebnisse sei der Anstoß zu einer Diskussion über gesellschaftliche Themen.
Mehrere Studien kommen zu dem Ergebnis, dass negative Geschichten die Leser ängstlicher machen und schlechter gelaunt. Und je trauriger, ängstlicher oder deprimierter sich die Menschen fühlen, desto unwahrscheinlicher sei es, dass sie bereit sind zu spenden, sich umweltfreundlicher zu verhalten oder mit anderen über ihre Ansichten zu sprechen.
Seit der Coronapandemie beschäftigt sich die Redaktion nach eigenen Angaben vermehrt mit der Frage, wie Konstruktiver Journalismus zum gesellschaftlichen Zusammenhalt beitragen und konstruktive Debatten fördern kann. Perspective Daily kritisiert journalistische Geschäftsmodelle, die auf Zuspitzung und Emotionalisierung setzen, um Reichweiten und Umsätze zu steigern.
Zum journalistischen Selbstbild von Perspective Daily gehört auch die Ansicht, es könne im Journalismus keine Objektivität geben. So sagte der Gründer und Geschäftsführer Han Langeslag 2022 in einem Interview mit der Neuen Zürcher Zeitung: „Immer nach Objektivität zu streben, ist eine Obsession vor allem im deutschen Journalismus. Ich glaube, sie schlägt fehl. Medien sind nie objektiv, es gibt immer Entscheidungen, für gewisse Themen, für ein Framing. Das ist in Ordnung, jeder hat eben seinen spezifischen Blick auf die Welt.“
Geschrieben werden die Artikel von einer elf-köpfigen Redaktion und von Gastautoren. Im Unterschied zu vielen Medien sollen alle Quellen im Text genannt und verlinkt werden, was zu einer größeren Transparenz beitragen soll.

## Vorbilder
Vorbild ist das niederländische Online-Magazin De Correspondent, welches im Jahr 2013 vom niederländischen Journalisten und Philosophen Rob Wijnberg gegründet wurde.
Der öffentlich-rechtliche Rundfunksender DR in Dänemark hat sich ebenfalls dem Konstruktiven Journalismus verschrieben, wie auch das dänische Online-Magazin Zetland. In England gibt es das Portal Positive News und die Zeitung The New Day.
Seit Herbst 2014 ist das ebenfalls per Crowdfunding finanzierte Online-Magazin Krautreporter am Markt, in dem die wissenschaftliche Fundierung der Artikel weniger im Fokus steht.

## Auszeichnungen und Nominierungen
Im Jahr 2015 wurde Perspective Daily als Kultur- und Kreativpilot ausgezeichnet. Die Auszeichnung wird von der Bundesregierung vergeben.
Der Rat für Nachhaltige Entwicklung hat Perspective Daily im Jahr 2016 mit dem Werkstatt-N-Nachhaltigkeitssiegel ausgezeichnet und schreibt: „Perspective Daily ist ein werbefreies Online-Medium welches im Rahmen des lösungsorientierten Journalismus über Probleme UND Lösungen gleichermaßen berichtet. So wird den Menschen ein realistischeres Weltbild vermittelt und sie werden ermutigt selbst aktiv zu werden. Ein zentraler Aspekt von Perspective Daily ist die verständliche Erklärung von komplexen Zusammenhängen verbunden mit einer wissenschaftlich fundierten Recherche.“
Auch im Jahr 2017 wurde Perspective Daily mit dem Werkstatt-N-Nachhaltigkeitssiegel ausgezeichnet, ebenso mit dem ERM-Medienpreis für Nachhaltige Entwicklung der Hochschule für Wirtschaft und Umwelt (HfWU).
Perspective Daily war in der Kategorie Wissen und Bildung für den Grimme Online Award 2017 nominiert. In der Bekanntgabe der Nominierungen hieß es: „Das Humorvolle ist nicht die Sache von "Perspective Daily", aber vielleicht das Hoffnungsvolle, das in jedem konstruktiven Vorschlag steckt: In der Redaktion des Online-Magazins treffen Wissenschaftler unterschiedlicher Disziplinen aufeinander, arbeiten gemeinsam an Themen und medialen Umsetzungen. Und immer findet sich am Ende ein Problemlösungsansatz, eine konstruktive Perspektive. Wenn das keine Hoffnung macht?!“
Ebenfalls im Jahr 2017 gewann das damalige Redaktionsmitglied Frederik v. Paepcke für den Beitrag „Jäger sucht Sau“ den Journalistenpreis „Wildtier und Umwelt“ des Deutschen Jagdverbands in der Kategorie Online.
Im Jahr 2024 wurde der Artikel „Dieser blinde Fleck bremst die Energiewende und treibt die Preise“ des Redakteurs Chris Vielhaus für den Herbert Quandt Medien-Preis in der Kategorie Online nominiert.
Die Redakteurin Lara Malberger gewann 2024 den Medienpreis der Deutschen Gesellschaft für Endokrinologie (DGE) für ihren Beitrag „Wie wir dieses kleine Organ unnötig strapazieren – und was helfen würde“ in der Kategorie Online.

## Prominente Unterstützer
Während der Crowdfunding-Phase haben der Moderator Klaas Heufer-Umlauf, der Ex-Fußballer und ARD-Kommentator Mehmet Scholl, die Schauspielerin Nora Tschirner, Gesine Schwan, Ernst Ulrich von Weizsäcker, Eckart von Hirschhausen und der Publizist Franz Alt für Perspective Daily geworben.
Während der Rettungsaktion im Jahr 2022 unterstützten zahlreiche bekannte Persönlichkeiten das Online-Magazin. Unter anderem nutzen der Journalist und Jung und Naiv-Moderator Tilo Jung, Klimaaktivistin Luisa Neubauer, Journalist und Influencer Daniel Bröckerhoff (doktordab/papabroe), Klimawissenschaftler Stefan Rahmstorf, Autor, Arzt und TV-Moderator Eckart von Hirschhausen und Moderator und Autor vom Podcast Lage der Nation Ulf Buermeyer dafür ihre Reichweiten.

## Finanzierung
Perspective Daily wurde von August 2015 bis Juli 2016 mit einem EXIST-Gründerstipendium des Bundesministeriums für Wirtschaft und Energie unterstützt. Im März 2016 konnte eine zehnwöchige Crowdfunding-Kampagne erfolgreich abgeschlossen werden. Als Zielmarke wurden 12.000 zahlende Mitglieder (je 42 Euro) und damit 500.000 Euro angestrebt. Bis Juni 2016 soll die Zahl der Abonnenten (nach Selbstauskunft des Medienunternehmens) auf mehr als 14.000 angewachsen sein. Diese Zahl soll Perspective Daily die Möglichkeit geben, weiterhin auf jegliche Werbung zu verzichten.

## Bezahl-Modell
Der Abruf einiger Artikel auf der Website ist für jeden Nutzer kostenlos möglich. Um alle Artikel lesen zu können und an den Diskussionen teilnehmen zu können, muss der Leser ein Jahres- oder Monatsabo abschließen. Daneben erlaubt ein „durchlässiges“ Paywall-Verfahren, dass Artikel z. B. in sozialen Netzwerken oder über einen verschickten Link geteilt werden können und dadurch die Reichweite erhöht werden kann. Einzelne Artikel werden auch öffentlich publiziert. Seit Anfang Juli 2016 können Interessierte sich auf einer E-Mail-Liste eintragen, um einen Artikel pro Woche gratis zu lesen.

## Kritik
Der erste Artikel beschäftigte sich mit den Ideen aus dem Buch Blood Oil des englischen Philosophie-Professors Leif Wenar. Der Anspruch des Online-Magazins, einen schlüssigen Lösungsweg aufzuzeigen, sei darin nicht erkennbar, so das Urteil des online-Diensts Meedia. Der zweite Artikel widmete sich dem Entwicklungs-Projekt CuveWaters in Namibia, in dem mit Erfolg Lösungen erforscht und erprobt wurden, um der Wasser-Knappheit im südlichen Afrika zu begegnen. Der Artikel bleibe eine Antwort schuldig auf die Frage, ob das Projekt weitergeführt wird, so die Kritik von Meedia. Im dritten Artikel ging es unmittelbar vor Neuwahlen in Spanien um die partizipative Demokratie, für die die Partei Podemos steht. „Lesens- und wissenswert“ lautet das Urteil zu diesem Artikel.
Der Branchendienst der Kommunikationsbranche Kressreport zeigt sich beeindruckt vom Ansatz, Wissenschaft und Wissenschaftlern mehr öffentliches Gewicht zu geben. [Die Wissenschaftler] „bewegen die Welt mehr als Politiker, sie verändern das Leben der Menschen stärker, als die meisten auch nur ahnen, sie tun in der Regel viel Gutes, aber sie bleiben im Schatten der Medien und treten nur beim Nobelpreis ins Licht der Scheinwerfer.“ Mit den ersten Artikeln war der Autor Paul-Josef Raue noch nicht zufrieden: „Beurteilt man sie an den selbst aufgestellten Maßstäben, fällt die Hälfte durch: keine Recherche, schwache Lösungen, aber viel Leidenschaft, in dreitausend Wörtern die Welt zu retten.“
Das ARD-Medienmagazin Zapp beschreibt Perspective Daily als „eine Mischung aus Fakten, Fakten, Fakten und Aktivismus“. Im Bericht wird dabei die Wissenschaftlichkeit der Artikel kritisiert: „Viele Artikel sind lang, sehr wissenschaftlich und kompliziert verfasst; auch wenn sie mit "Verständlichkeit" werben.“
Im Januar 2017 veröffentlichte der NDR einen Kommentar des Journalisten Heribert Prantl, in welchem er Konstruktiven Journalismus als „schäfchenweichen Sanso-Journalismus“ bezeichnet. Hauptaufgabe der Pressefreiheit sei es nicht, für gute Laune am Frühstückstisch zu sorgen. Gegen die Kritik eines schönfärbenden Journalismus wehrt sich die Redaktion von Perspective Daily in mehreren Beiträgen. So heißt es in einem Beitrag zu den 6 Prinzipien des Konstruktiven Journalismus, Konstruktiv sei nicht gleich positiv. Das Ziel sei es, den Leserinnen und Lesern einen möglichst realistischen Blick auf die Welt zu bieten.
Karin Dalka schreibt 2022 in der Frankfurter Rundschau „dass sich das anfängliche Missstrauen gegenüber einem vermeintlich naiven Wohlfühl-Journalismus, der die Realität angeblich schönschreibt, als Vorurteil erwiesen hat. Konstruktiv zu sein, gehört für Qualitätsmedien mittlerweile zum guten Ton.“